# Bradj
Le bradj ou mbardja, appelé aussi mella en Kabylie ou mteqba à Alger, est une pâtisserie algérienne, en forme de losanges constituée de deux couches de kesra (galette de semoule) séparées par une couche de ghers (pâte de dattes). Elle peut être  parfumée à la cannelle et parfois aux clous de girofle.
Cette spécialité pâtissière du Constantinois (Est algérien) est traditionnellement préparée pour accueillir le printemps.

## Étymologie
L'appellation de ce mets sucré traditionnel tiendrait du fait qu'il s'agit d'une galette découpée en losange. En arabe populaire algérien, on dit bordj, pluriel bradj, pour désigner les portions d'un fruit découpé en tranches comme une pastèque ou un melon.

## Origine et appellations

### Origine
Le bradj est une spécialité pâtissière traditionnelle originaire du nord-est de l'Algérie, notamment consommée dans le Constantinois, Jijel, la région des Bibans et la Kabylie.

### Appellations
- Bradj et ibradj, dans le Constantinois et dans les Aurès.
- Mbardja, dans les Bibans (région de Bordj Bou Arreridj) et à Sétif
- Mella, dans la vallée de la Soummam (région de Béjaïa).
- Mteqba, à Alger.
- Rekhsis et Kesra del ghers, à Jijel.

## Description

### Ingrédients et ustensiles

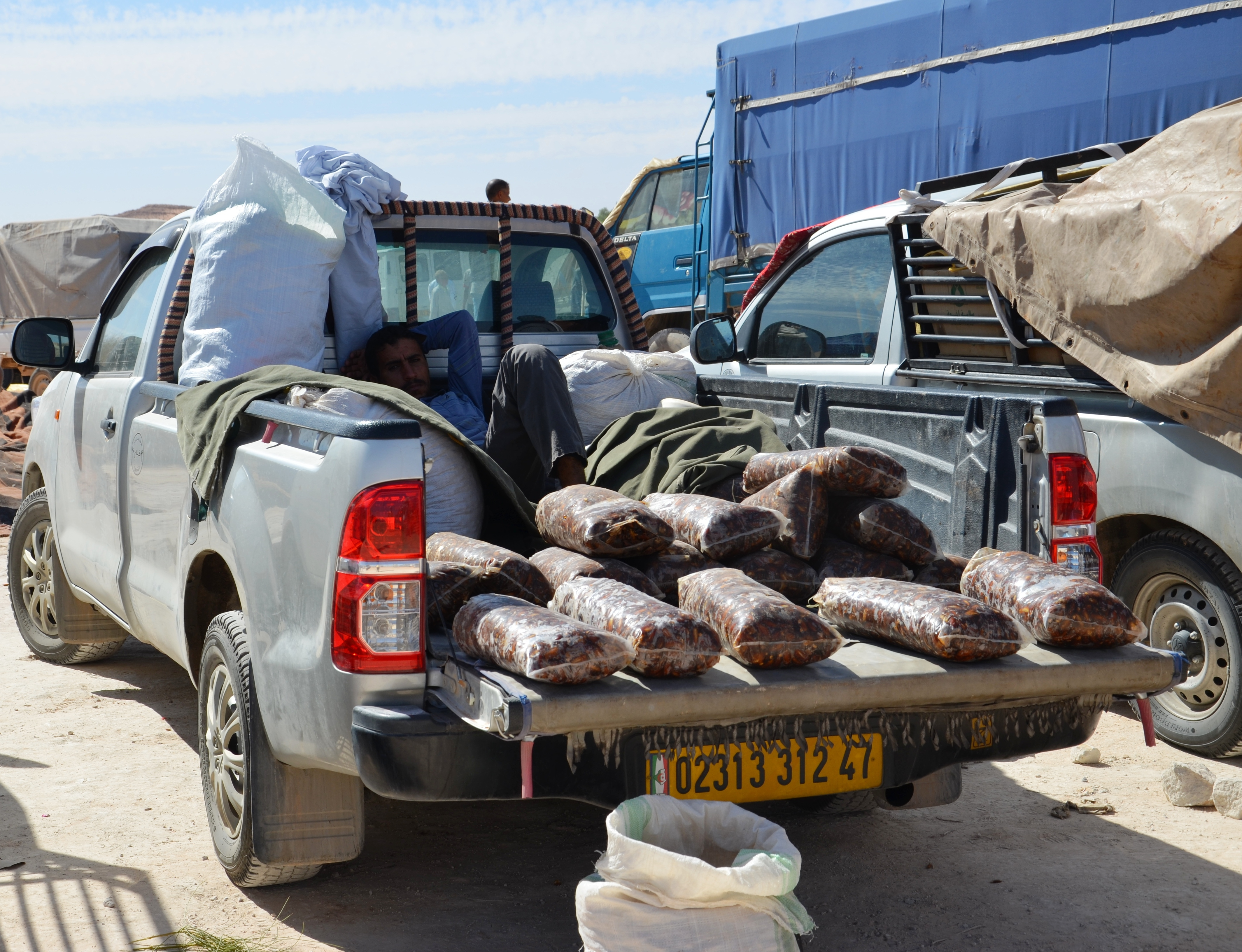
Sac de dattes écrasées dites ghers.

La préparation de cette pâtisserie nécessite les ingrédients suivants : semoule moyenne, ghers (pâte de dattes écrasées), huile végétale, smen, beurre fondu, sel, eau.
La mise en œuvre nécessite une terrine, ou une guessa (en arabe : قصعة), grand plat en bois ou en cuivre servant à préparer la pâte pour différentes recettes, notamment la kesra. La cuisson se fait sur un tadjine ou une poêle à fond épais.

### Préparation
Dans une terrine, la semoule est mélangée avec l’huile, l’eau et le sel, puis le tout est malaxé pour obtenir une pâte d’aspect rugueux de la même consistance que celle du mbesses. Ensuite, la pâte est partagée en deux boules égales pour en faire deux grandes galettes. Ensuite, la pâte de dattes est étalée sur l’une des galettes qui sera recouverte avec l’autre. La découpe se fait en losanges. La cuisson est effectuée sur le tajine en fonte ou en terre.

## Consommation et préparation
À l'est de l'Algérie, ce gâteau se consomme beaucoup accompagné de petit lait[réf. nécessaire]. Il se prépare pour célébrer le premier jour du printemps.